# Seghet
Seghet innebär ett materials förmåga att ta upp energi utan spricktillväxt. Ett segt material är motsatsen till ett sprött material. Ett segt material deformeras innan brott uppstår. Om man utför ett dragprov på t.ex. en metall så definieras segheten som arean under dragprovkurvan.
Ett materials seghet varierar inte bara med påkänningarnas hastighet och fleraxlighet utan även med temperaturen och ibland också den kemiska omgivningens natur. Det finns därför inte ett enda bestämt mått på ett visst materials seghet. Segheten måste därför mätas med olika metoder, beroende på vilka betingelser som måttet skall gälla.
Seghet skall inte blandas ihop med duktilitet som innebär ett materials förmåga att utsättas för plastisk deformation utan att sprickbildning uppstår.